# خلق آباد
خلق آباد هي مدينة ومقر مقاطعة مزرباط في ولاية صرخنداريا في أوزبكستان.